# Chikka Iggaluru, Malur
Chikka Iggaluru là một làng thuộc tehsil Malur, huyện Kolar, bang Karnataka, Ấn Độ.